# Кривуля Данило Олексійович
Данило Олексійович Кривуля (1909, село Петропавлівка, тепер Дніпропетровської області — 9 квітня 1979) — український радянський діяч, 1-й секретар Томаківського і П'ятихатського районних комітетів КПУ Дніпропетровської області. Депутат Верховної Ради УРСР 2-го скликання.

## Біографія
Народився у селянській родині. Трудову діяльність розпочав у 1925 році шевцем, згодом працював друкарем у друкарні районної газети.
Служив у Червоній армії. Був на комсомольській роботі.
Член ВКП(б) з 1937 року.
Перебував на відповідальній партійній роботі. До 1941 року — 2-й секретар Петропавлівського районного комітету КП(б)У Дніпропетровської області.
Під час німецько-радянської війни з вересня 1941 року очолював партизанський загін Петропавлівського району Дніпропетровщини. Партизанський загін діяв у Дніпропетровській області до лютого 1943 року.
У 1943—1952 роках — 1-й секретар Томаківського районного комітету КП(б)У Дніпропетровської області.
У 1952—1960 роках — 1-й секретар П'ятихатського районного комітету КПУ Дніпропетровської області.
У 1961—1963 роках — на керівній господарській роботі в Дніпропетровській області.
Потім — персональний пенсіонер республіканського значення.

## Нагороди
- орден Леніна (26.02.1958)
- орден Вітчизняної війни 2-го ст. (1.02.1945)
- орден «Знак Пошани» (23.01.1948)
- орден Червоного Прапора
- медалі